# Conflito entre Frente Nacional para Libertação e Tahrir al-Sham
Em 1º de janeiro de 2019, começaram os confrontos entre o Movimento Nour al-Din al-Zenki e o Hayat Tahrir al-Sham (HTS), depois que o HTS lançou um grande ataque contra o grupo nas frentes de Darat Izza, Taqad e Khan al-Asal realizando ofensivas também em Alepo ocidental.

## Preparação

Mapa da mudanças territoriais

Hayat Tahrir al-Sham atacou Harakat Nour al-Din al-Zenki em resposta aos recentes assassinatos de membros do HTS na área de Darat Izza em nome do movimento al-Zenki.
Em 2 de janeiro, Tahrir al-Sham capturou totalmente Darat Izza, bem como Kafr Tin, Urum al-Kubra, Khan al-Assal e Maklabis do Movimento Nour al-Din al-Zenki, no oeste de Aleppo. A Frente Nacional de Libertação divulgou um comunicado anunciando a total mobilização do corpo para repelir os ataques de Tahrir al-Sham, enquanto Hurras al-Deen se juntou aos confrontos no lado de Tahrir al-Sham. Na província de Idlib, a Frente Nacional de Libertação fez avanços na parte leste de Saraqib e capturou o posto de controle de Tell Mansour, bem como a aldeia de Jaradah, no sul de Idlib.
No mesmo dia, a Frente Nacional de Libertação emitiu uma diretriz ordenando que os combatentes posicionados contra o governo sírio e as forças aliadas nas linhas de frente não se retirassem de suas posições para atacar Hayat Tahrir al-Sham. Jaysh al-Islam também teria anunciado que participaria de combates contra a Hayat Tahrir al-Sham, da África, devido a hostilidades preexistentes entre a HTS e a JAI de East Ghouta. Em 3 de janeiro, de acordo com o Observatório Sírio para os Direitos Humanos (SOHR), a Frente Nacional de Libertação capturou a cidade de al-Zawiyah e al-Ghadqa no distrito de Maarrat al-Nu'man, após um ataque aos locais de Tahrir al-Sham. Enquanto os confrontos continuam entre as duas partes na área, os confrontos continuam na área de Babila, na estrada de Saraqib Maarrat al-Nu'man e outros lugares no interior de Idlib, no sul. No mesmo dia, segundo fontes pró-governo, Hayat Tahrir al-Sham capturou quatro cidades na província de Hama.
Em 4 de janeiro, o SOHR informou que os confrontos continuaram entre Nour al-Din al-Zenki da Frente de Libertação Nacional e Tahrir al-Sham, nas áreas de Kafrentin, Senkhar e arredores e arredores de Darat Izza, que entraram em conflito entre a Libertação Nacional. Frente contra Tahrir al-Sha nas áreas de Qah e Salwah na zona rural do norte de Idlib, e que Tahrir al-Sham assumiu o controle de Jamiat al-Arman, na parte controlada pela oposição na zona rural de Aleppo e capturou as cidades de Sinkhar, al-Hota e a base do 111º Regimento do Movimento Nour al-Din al-Zenki. Tahrir al-Sham também teria entrado na cidade de A'wejel após chegar a um acordo com o conselho local. No mesmo dia, a Força Aérea Russa teria lançado ataques aéreos em Darat Izza e a Base 111, recentemente capturada por Tahrir al-Sham, do movimento Nour al-Din al-Zenki.
Em 5 de janeiro, o SOHR informou que Tahrir al-Sham bombardeou Deir Ballut no campo de Afrin, controlado pelas forças do Ramo de Oliveira do Exército Nacional Sírio, enquanto os confrontos continuavam entre Tahrir al-Sham e a Frente Nacional de Libertação, perto da cidade fronteiriça de Atme. Na madrugada de sábado, um grande comboio militar, incluindo dezenas de veículos e membros, foi levado por Hayyaat Tahrir al-Sham para áreas no interior de Idlib, e negociações foram realizadas entre Tahrir al-Sham e Nour al-Din al-Zenki. movimento sobre o último se retirando para a área de Afrin.
Em 6 de janeiro, Tahrir al-Sham entrou na cidade de Atarib com colunas militares, depois que um acordo foi alcançado após a meia-noite de ontem com facções de Thowwar al-Sham e Bayareq al-Islam. O acordo veio depois de horas de violentos confrontos depois de um ataque de Tahrir al-Sham para tomar o controle da cidade. Enquanto isso, de acordo com a SOHR, mais de 400 combatentes de Nour al-Din al-Zenki chegaram às áreas controladas pela TFSA nas regiões nordeste e norte de Aleppo, depois de se renderem nos confrontos contra Tahrir al-Sham, com a expectativa que o número de chegadas aumentaria para 500 combatentes.
Em 7 de janeiro, o SOHR informou que a zona rural de Idlib continuou a testemunhar uma mobilização pelas facções rivais em suas áreas de controle, com as facções da Frente Nacional de Libertação continuando a reforçar seus pontos e fortalecendo-os e trazendo mais combatentes aos postos de controle, como em nos arredores de Maarrat al-Nu'man, Ariha e outros. Tahrir Al-Sham trouxe reforços para a área de Ariha no setor sul do campo de Idlib, bem como nas áreas de Bsonqul, Basames e Qarsaya; De acordo com a SOHR, esses reforços fazem parte dos preparativos da Tahrir Al-Sham para expandir seu controle novamente dentro da província de Idlib. No mesmo dia, a sala de operações Rouse the Believers, que inclui Ansar al-Islam, remanescentes de Jabhat Ansar al-Din, e a Organização Guardiões da Religião, publicou uma declaração condenando as disputas internas e pediu todas as questões e diferenças entre HTS e NLF a ser resolvido em um tribunal da Sharia. O 2º Exército da NFL também publicou um documento renunciando às disputas internas.
Em 8 de janeiro, os confrontos continuaram entre Tahrir al-Sham e facções pertencentes à Frente Nacional de Libertação em vários setores do campo de Hama e Idlib. A Frente Nacional pela Libertação lançou um contra-ataque às posições de Tahrir al-Sham na cidade de Sfujen, que causou o avanço das facções da Frente Nacional de Libertação e sitiou membros de Tahrir al-Sham em vários bolsos da cidade e feriu outros. danificando vários veículos de Tahrir al-Sham, que está trazendo mais reforços militares para a área. Os confrontos descritos como os mais violentos ocorreram entre as duas partes, na área de Tremla e nas aldeias de Jabal Shashabo e Sahl al-Ghab, e nas proximidades de Hbit e Abdin, o que causou baixas nas fileiras de ambos os partidos. Enquanto Tahrir al-Sham foi capaz de alcançar um avanço importante em Sahl al-Ghab no país ocidental de Hama, e controlar uma das mais importantes fortalezas da facção Ahrar al-Sham, a aldeia al-Ankawi, de acordo com a SOHR, ela contém um sede grande o suficiente para acomodar tanques. Tahrir al-Sham também conseguiu avançar e controlar cada um dos Naqir, Abdin, Arinbeh, Stuh al-Dier, Tremla e partes de Sfuhen, enquanto metralhadoras pesadas e médias ocorreram nesta manhã nos arredores de Maarat al-Nu'man e Ariha. No mesmo dia, o jogador da NFL Jaysh al-Nasr anunciou sua neutralidade no conflito.
Em 9 de janeiro de 2019, uma trégua foi acordada, com a NFL entregando suas últimas posições no sudoeste de Idlib para Tahrir al-Sham, com Jaysh al-Izza sendo o único outro grupo autorizado a operar nessa área. Durante o conflito de 9 dias, a HTS capturou cerca de 90 áreas, o que lhes deu cerca de 80% de controle sobre territórios rebeldes no maior Idlib, ou cerca de 7.200 km² de cerca de 8937 km². Combates seguem acontecendo em 2019 em Afrin.